# Niek te Veluwe
Niek te Veluwe (Doetinchem, 21 december 1993) is een Nederlands voetballer die bij voorkeur op het middenveld speelt. Hij kwam in het seizoen 2012-2013 door vanuit de jeugdopleiding van BV De Graafschap naar het eerste team en kwam tot 5 wedstrijden.
Te Veluwe begon met voetballen bij DZC '68 in Doetinchem. Op zijn 9e kwam hij terecht in de jeugdopleiding van De Graafschap. Hij heeft de hele jeugdopleiding doorlopen en kwam in het seizoen 2012-2013 bij het beloftenelftal van De Graafschap. 
Op 14 December 2012 maakte hij in de wedstrijd De Graafschap - FC Den Bosch zijn debuut in het betaalde voetbal. Hierna kwam hij nog vier keer in actie voor het eerste elftal. Vanaf 2013 komt hij uit voor Hoofdklasser AZSV.

## Cluboverzicht
| Seizoen | Club             | Competitie     | Wedstrijden | Doelpunten |
| ------- | ---------------- | -------------- | ----------- | ---------- |
| 2012/13 | BV De Graafschap | Eerste divisie | 5           | 0          |